# Игнатов, Геннадий Петрович
Геннадий Петрович Игнатов, другой вариант имени — Гений (20 марта 1925, Армавир — 10 октября 1942, Краснодарский край) — Герой Советского Союза, партизан-разведчик.

## Биография
Геннадий Петрович Игнатов был младшим сыном в семье Петра Карповича Игнатова, который в годы Гражданской войны сражался за советскую власть, а в мирное время находился на партийно-хозяйственной работе и возглавил Краснодарский химико-технологический институт.
В ноябре 1941 года из-за угрозы гитлеровской оккупации в Краснодаре под руководством городской организации ВКП(б) начали создаваться подпольная организация и партизанский отряд. Особенностью отряда стало то, что он состоял из инженерно-технического персонала комбината «Главмаргарин» и химико-технологического института. Командиром отряда был назначен Пётр Карпович Игнатов. В то время готовился вместе с матерью Еленой Ивановной отправиться в эвакуацию, но после того, как гитлеровские войска были выбиты из Ростова и отброшены от города на 64 километра, эвакуацию отложили. Продолжал учиться в школе, но родители обратили внимание, что у него стала ухудшаться успеваемость, а из библиотеки отца стали
пропадать на время книги и справочники по вооружениям и технике Германии. При разговоре с сыном отец выяснил, что тот хочет лучше познакомиться с оружием врага, чтобы воевать против него. Гена обещал, что преодолеет отставание в учёбе. Обещание он выполнил, а кроме того, освоил вождение автомобиля.
В августе 1942 года отряд ушёл в предгорья Кавказа в районе железной дороги Краснодар — Новороссийск и начал боевые действия против оккупантов. Вместе с отрядом ушли в горы и Гена с матерью, которая стала врачом отряда. В отряде Геннадий выполнял роль разведчика. Его вид сельского подростка обычно не вызывал у гитлеровцев подозрений. В одной из вылазок он вместе со своим сверстником Павлом Худоерко в станице Смоленская швырнул гранаты в дом, в котором располагался штаб гитлеровцев. При этом было убито несколько офицеров. При захвате стада коров, которых гитлеровцы намеревались отправить в Германию, юные разведчики отогнали несколько коров от основного стада и отвлекли на себя внимание преследователей, тем самым позволив партизанам увести остальных, а сами в последний момент скрылись в лесу.
Осенью 1942 года отряд Игнатова (Бати) неоднократно проводил боевые действия против гитлеровцев: громил колонны противника, уничтожал боевую технику, добывал разведсведения для Красной Армии, захватывал пленных. В одной из разведок братья Евгений и Геннадий Игнатовы разгромили вражеский дзот, а когда к противнику прибыло подкрепление, братья захватили танкетку и на ней, ворвавшись в станицу Смоленская, уничтожили пулемётным огнём несколько солдат и офицеров противника, после чего покинули место боя. При выезде из станицы танкетка была подбита, и её пришлось бросить.

## Подвиг
В октябре 1942 года Евгений Игнатов сильно простудился и на некоторое время отошёл от активной партизанской деятельности. В это время он занялся доводкой конструкции мины для диверсий на железной дороге. Мина должна была взорваться от давления поезда на рельс. Ночью 10 октября 1942 года мина была установлена на железной дороге Краснодар — Новороссийск. Конструкция мины предусматривала несколько предохранителей, последний из которых должен был быть снят после отхода партизан от железнодорожного полотна. Однако, вскоре после установки мины на шоссе появились гитлеровские броневики, а на железнодорожных путях вражеский эшелон. Поняв, что они ничего не успеют сделать, братья Игнатовы с противотанковыми гранатами бросились к железнодорожному полотну и, швырнув их в мину, привели её в действие. При взрыве эшелон, в котором находилось более 400 гитлеровских солдат и офицеров, рухнул под откос, при этом вагоны упали на броневики с немецкими автоматчиками. Сами герои погибли на глазах своего отца.
Указом Президиума Верховного Совета СССР «О присвоении звания Героя Советского Союза партизанам, особо отличившимся в партизанской борьбе против немецко-фашистских захватчиков» от 7 марта 1943 года за «за отвагу и геройство, проявленные в партизанской борьбе в тылу против немецко-фашистских захватчиков» удостоен посмертно звания Героя Советского Союза.

## Память

Могила братьев Игнатовых.

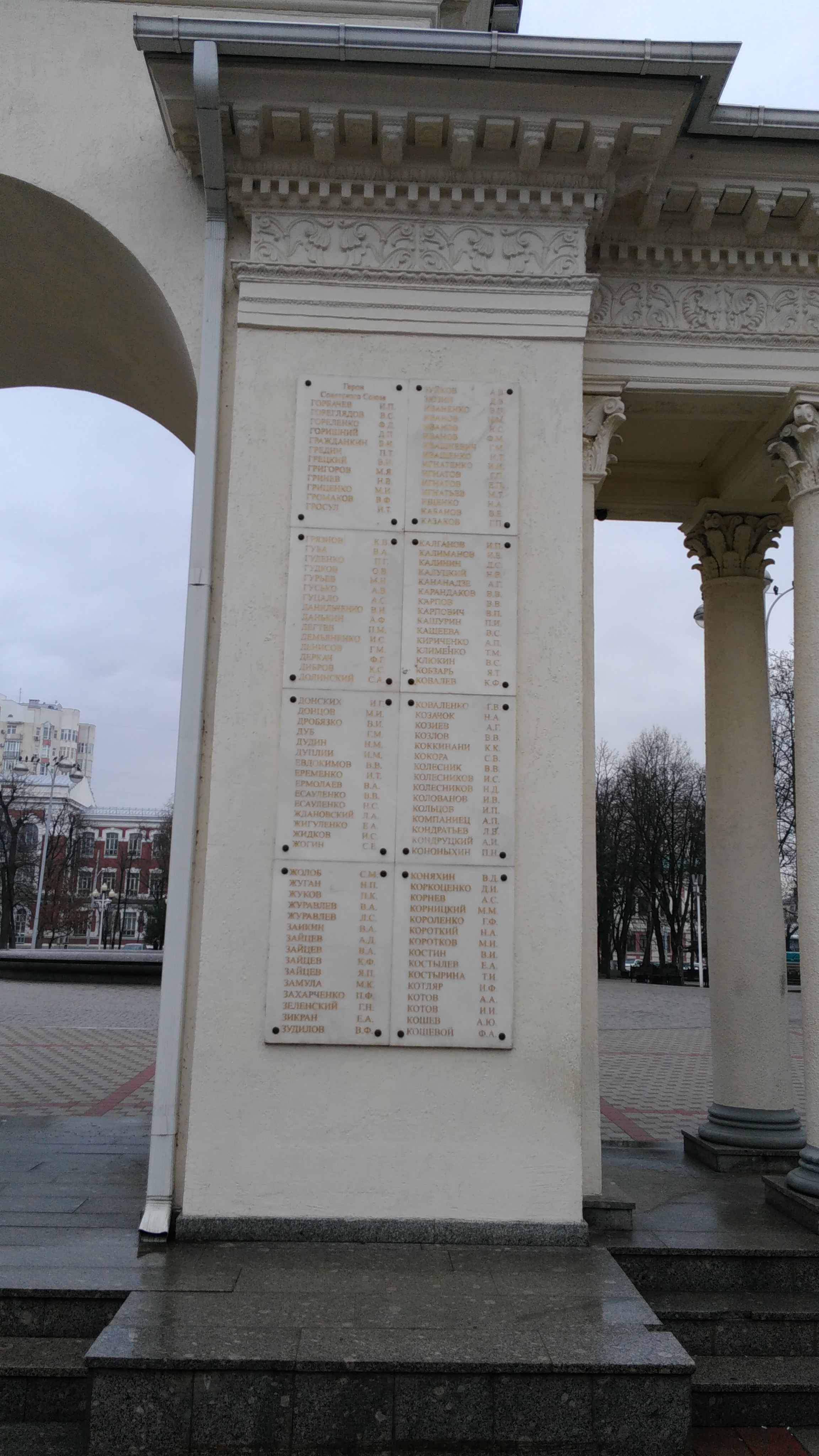
Имя Героя на мемориальной арке в Краснодаре. (Г-К)

- Имя Героя увековечено на мемориальной арке в Краснодаре.
- Имя Героя высечено золотыми буквами в зале Славы Центрального музея Великой Отечественной войны в Парке Победы города Москвы.

- На могиле героя установлен надгробный памятник.
- Вместе с братом похоронен в Краснодаре на Всесвятском кладбище.
- На месте подвига — в посёлке Баки Северского района — установлен обелиск.
- Именем братьев названы улица и библиотека в Краснодаре.
- Именем братьев был назван грузовой теплоход Волжского пароходства[2].
- Именем героев назван мыс Братьев Игнатовых на острове Большевик архипелага Северная Земля. Такое название ему было дано в 1953 году экспедицией Северо-Западного аэрогеодезического предприятия.
- Именем братьев Геннадия и Евгения Игнатовых названа улица в Нижнем Новгороде, на одном из домов установлена мемориальная доска[3].
- Именем братьев Геннадия и Евгения Игнатовых названа улица в Перми[4].
- Именем Геннадия Игнатова названа школа № 8 в г. Краснодаре и школа № 2 в г. Армавире.
- В г. Армавире на Аллее Героев установлен бюст уроженца города Геннадия (Гения) Игнатова.